# Miastko
Pour les articles homonymes, voir Miastko (homonymie).
Miastko (allemand: Rummelsburg) est une ville de l'ouest de la Poméranie en Pologne.
La gare Miastko a des connexions avec Szczecinek et Słupsk.

## Histoire
De 1742 à 1945, Rummelsburg fait partie de l'arrondissement de Rummelsburg-en-Poméranie dans le district de Köslin au sein de la province de Poméranie.